# Церква святого Володимира Великого (Вимислівка)
Церква Святого Володимира Великого у Вимислівці — парафія і храм греко-католицької громади Козівського деканату Тернопільсько-Зборівської архієпархії Української греко-католицької церкви в селі Вимислівка Тернопільського району Тернопільської области.

## Історія церкви
Парафія УГКЦ в селі Вимислівка була заснована в червні 1926 року. До того часу в селі існувала лише капличка, розташована неподалік місця, де пізніше збудували храм. Про це свідчить табличка, знайдена під час реставрації купола церкви. Храм звели за кошти місцевих жителів.
Парафія належала до УГКЦ до 1946 року. У радянський період, коли греко-католицька церква була в підпіллі, храм формально перебував у підпорядкуванні Російської православної церкви.
У 2010 році владика Тернопільсько-Зборівської єпархії Василій Семенюк відвідав парафію з єпископською візитацією.
Наразі при парафії діють: спільнота «Матері в молитві», Марійська і Вівтарна дружини, Українська молодь — Христові та недільна школа. На території села встановлено три хрести.

## Парохи
- о. Петро Канюга (1990—2013),
- о. Роман Денис (з 1 жовтня 2013).